# 第二次世界大戦中のグランプリ・シーズン
第二次世界大戦中のグランプリ・シーズン
では第二次世界大戦中に行われたグランプリ・レースについて扱う。戦時中である為グランプリの開催数は極めて少なかった。この時期のグランプリは主に南アメリカで行われた。戦後最初のグランプリは終戦後まもなくパリで開催された。

## 戦時中のグランプリ

### 1940–1942
| 開催日         | レース                      | サーキット                 | 優勝者                      | コンストラクター | レポート |
| -------------- | --------------------------- | -------------------------- | --------------------------- | ---------------- | -------- |
| 1940年5月12日  | サンパウログランプリ        | インテルラゴス・サーキット | アルトゥール・ナシメント Jr | アルファロメオ   | 詳細     |
| 1941年9月28日  | リオデジャネイロ グランプリ | ガヴェア市街地コース       | チコ・ランディ              | アルファロメオ   | 詳細     |
| 1941年11月23日 | ブエノスアイレスグランプリ  | コスタネーラ・サーキット   | ホセ・カンズィアニ          | アルファロメオ   | 詳細     |
| 1942年1月?日   | ブエノスアイレスグランプリ  | コスタネーラ・サーキット   | ホセ・カンズィアニ          | アルファロメオ   | 詳細     |
| 1942年5月3日   | サンタフェグランプリ        | サンタフェ市街地コース     | オルデマー・ラモス          | アルファロメオ   | 詳細     |

### 1943–1944
開催されたグランプリ無し

### 1945
| 開催日 | レース | サーキット     | 優勝者                       | コンストラクター | レポート |
| ------ | ------ | -------------- | ---------------------------- | ---------------- | -------- |
| 9月9日 | パリ杯 | ブローニュの森 | ジャン＝ピエール・ウィミーユ | ブガッティ       | 詳細     |